# Пюкынлёкъёган
Пюкынлёкъёган (устар. Пюкын-Лёк-Ёган) — река в Томской области России. Устье реки находится в 228 км по левому берегу реки Косец. Длина реки составляет 12 км.

## Данные водного реестра
По данным государственного водного реестра России, относится к Верхнеобскому бассейновому округу, водохозяйственный участок реки — Обь от впадения реки Васюган до впадения реки Вах, речной подбассейн реки — Васюган. Речной бассейн реки — (Верхняя) Обь до впадения Иртыша.